# Night Moves
Night Moves är ett musikalbum av Bob Seger & the Silver Bullet Band. Albumet lanserades i oktober 1976 på Capitol Records. Det var Segers nionde album totalt och hans första studioalbum med the Silver Bullet Band. Skivan blev ett stort kommersiellt genombrott för Seger och gick även hem hos musikkritikerna. Titelspåret och "Mainstreet" släpptes som singlar från albumet.

## Låtlista
1. "Rock and Roll Never Forgets"
2. "Night Moves"
3. "The Fire Down Below"
4. "Sunburst"
5. "Sunspot Baby"
6. "Mainstreet"
7. "Come to Papa"
8. "Ship of Fools"
9. "Mary Lou"

## Listplaceringar
- Billboard 200, USA: #8[1]